# Marc Lebut et son voisin
Vous lisez un « bon article » labellisé en 2011.
Marc Lebut et son voisin, connue aussi sous le nom de La Ford T, est une série de bande dessinée franco-belge humoristique créée par le dessinateur Francis et le scénariste Maurice Tillieux dans le no 1452 du journal Spirou. À la mort de ce dernier en 1978, Francis continue seul la série. Publiée en album par les éditions Dupuis à partir de 1968, elle est abandonnée par cette même maison d'édition en 1980 avant d'être reprise par les éditions Récréabull en 1986 pour un ultime album, avec Lucien Froidebise au scénario. La série met en scène Marc Lebut, propriétaire d'une Ford T, et son malchanceux voisin, le brave Monsieur Goular, sous la forme de récits complets, de gags et de quelques histoires en quarante-quatre planches.

## Synopsis
Marc Lebut, propriétaire hyperactif et fantasque d'une vieille mais belle Ford T, entraîne son voisin, le naïf et gentil Goular, qui ne sait pas dire non, dans des aventures plus folles les unes que les autres sous forme de gags, de courts récits ou d'histoires complètes.

## Historique
En 1963, Francis crée pour le magazine Record les aventures d'un personnage et son automobile qu'il baptise Monsieur Bulle. Quelques années plus tard, il propose au dessinateur Maurice Tillieux de reprendre le même genre de personnage pour le magazine hebdomadaire Spirou, alors que ce dernier commence juste à écrire des scénarios et délaisse petit à petit ses activités de dessinateur. Inspiré de l'humour burlesque du cinéma muet, une simple Ford T vient à ce dernier une idée avec deux personnages, les voisins. Francis reprend alors la forme de Monsieur Bulle qui se nomme désormais Monsieur Goular et fait naître un autre personnage, le snob Marc Lebut. La naissance de la série est aussi due à la nostalgie de Francis et Maurice Tillieux pour les années 1920-1930 et pour les voitures de cette époque, particulièrement pour la Ford T qu'ils trouvent formidable.
Marc Lebut, sa Ford T, et son voisin Monsieur Goular, font alors leur entrée en ce 10 février 1966 dans le journal Spirou no 1452 avec une histoire de six planches intitulée Allegro Ford T. Dans ce premier récit Marc Lebut essaye de récupérer une vieille Ford T pour l'échanger contre une voiture neuve à la suite d'un concours organisé par les stations « 5 ». Pour cela il profite de la gentillesse de son voisin qui possède lui-même une voiture. Les six premières histoires de la série tournent autour de ce thème ; par la suite les histoires toucheront à différents autres thèmes, mais toujours avec ce fil rouge qu'est la Ford T et sa récupération. 1968 voit la sortie de Allegro Ford T, premier album d'une série qui en comptera quinze à la sortie de son dernier tome en 1986.
Des débuts de la série jusqu'en 1969, les histoires ne sont basées que sur de courts scénarios de six planches tous signés Maurice Tillieux. Sans oublier néanmoins L'Homme des vieux sorti en 1968 et à l'occasion duquel Tillieux écrit un long récit de quarante-quatre planches. Par la suite, une fois que la série acquiert une certaine notoriété, Francis se lance seul dans le scénario de gag en une planche. Cela amplifie le phénomène évoqué plus haut et fait alors connaître à la série un immense succès. Après ce lancement définitif, Maurice Tillieux laisse de plus en plus de liberté à Francis, et ne fait maintenant qu'améliorer les découpages qu'il lui montre tout en les agrémentant de calembours et de gags additionnels.
Maurice Tillieux meurt le 2 février 1978 à la suite d'un accident de voiture. Francis décide tout de même de continuer la série seul avec quelquefois l'aide de Raymond Maric pour les scénarios. Ses deux autres séries, Capitaine Lahuche (1974) et Les Soldats de plomb (1979), ne rencontrent guère de succès auprès du public, et Francis arrête définitivement les aventures de Marc Lebut et son voisin à la fin de 1983 avant de tomber dans la dépression, mentale et physique. Il meurt le 26 octobre 1994, à 57 ans.

## Personnages

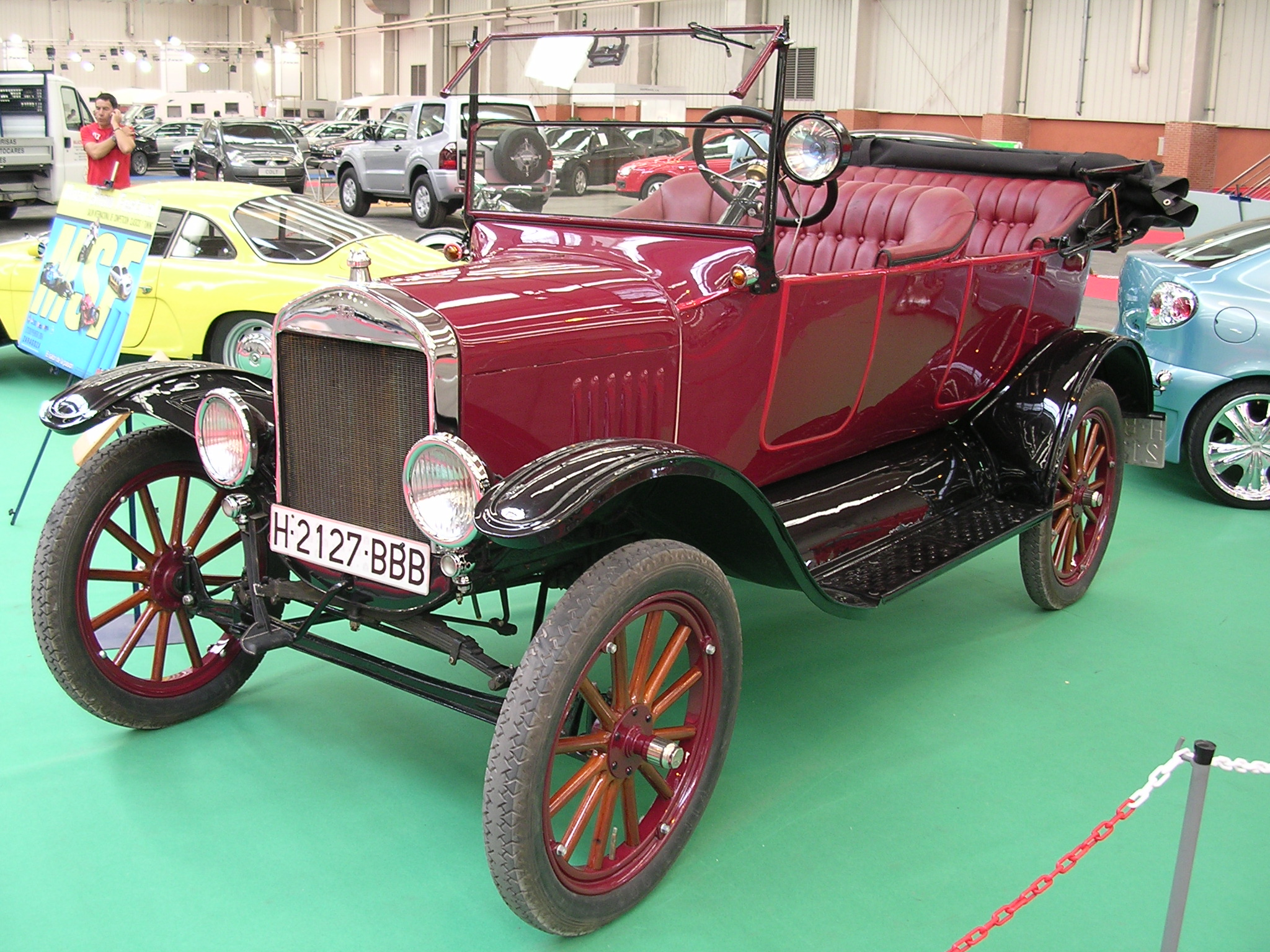
Une Ford T de 1923, modèle qui a sans doute inspiré les auteurs.

Le personnage principal de la série est Marc Lebut. Il est le propriétaire de la fameuse Ford T qu'il a acquise dans les débuts de la série. Très courageux, mais véritable enquiquineur permanent, il abuse de la gentillesse de son voisin, Monsieur Goular.
Monsieur Goular, second personnage de la série, est un petit homme franchouillard : rond et grassouillet, portant moustache et chapeau rond, il tente de vivre tranquillement malgré les frasques de son voisin, Marc Lebut. Très serviable, il ne sait pas refuser un service et son voisin sait qu'il peut toujours compter sur lui.
Monsieur Goular travaille dans une imprimerie, dont Monsieur Bedon est le directeur. Ce dernier n'hésite pas, comme Marc Lebut, à exploiter la gentillesse de Goular. Mais il arrive qu'à la suite de quelque maladresse, M. Bedon renvoie illico le brave Goular de l'entreprise. Ce qui ne l'empêche pas de réapparaitre à son poste dès l'album suivant...

## Publications

### Albums

#### Historique des publications en album
Le premier album de la série a pour titre Allegro Ford T et sort en 1968 aux éditions Dupuis en format cartonné. Les sorties s'enchaînent au gré de publications dans le journal Spirou. Ainsi le deuxième album L'Homme des vieux sort en 1969, le troisième Balade en Ford T en 1970, puis en 1971 le quatrième album Voisin et Ford T et le cinquième album La Ford T dans le vent. En 1972 sort le sixième album La Ford T gagne et le septième album La Ford T en vadrouille, en 1973 le huitième album Ford T antipollution, le neuvième album l'année suivante La Ford T en vacances et le dixième Gags en Ford T en 1975. Après une courte pause, sort un nouvel album La Ford T énergique en 1977, l'année suivante Ford T fortissimo, en 1979 La Ford T récalcitrante et en 1980 La Ford T fait des bonds et Le Buste à Bedon en 1982.  De ces cinq dernières histoires, qui sont toutes de Francis seul, seule la dernière ne sera pas éditée en album (elle ne sera que publiée dans son intégralité dans le Spirou Album+ de mars 1982). En 1986 sort, aux éditions Récréabull, le quinzième et dernier album Le Voisin porte-veine avec Lucien Froidebise au scénario. Au 31 décembre 1980, les quatorze premiers albums de la série se sont vendus à 349 000 exemplaires cumulés ce qui en fait la vingt-deuxième meilleure vente des éditions Dupuis de l'époque.

#### La collection originale
Les albums sont le plus souvent composés d'histoires complètes de une à huit planches sauf les numérotés 12 et 14, Ford T fortissimo et La Ford T fait des bonds qui reprennent chacun une grande histoire complète en 44 planches.
Le 11 mars 1982, les éditions Dupuis ont lancé un nouveau numéro d'un équivalent de celui de Spirou normal en Hors Série qui avait pour titre Album + de 148 pages, rassemblant tous des planches originales et un ou plusieurs grands récits de plusieurs différents auteurs. On y découvre une nouvelle aventure complète et inédite Le Buste à Bedon de 45 planches entièrement réalisées par le dessinateur Francis.
- 1 Allegro Ford T, Dupuis, 1968
Scénario : Maurice Tillieux - Dessin : Francis (auteur)
- 2 L'Homme des vieux, Dupuis, 1969
Scénario : Maurice Tillieux - Dessin : Francis
- 3 Balade en Ford T, Dupuis, 1970
Scénario : Maurice Tillieux - Dessin : Francis
- 4 Voisin et Ford T, Dupuis, 1971
Scénario : Maurice Tillieux - Dessin : Francis
- 5 La Ford T dans le vent, Dupuis, 1971
Scénario : Maurice Tillieux - Dessin : Francis
- 6 La Ford T gagne, Dupuis, 1972
Scénario : Maurice Tillieux - Dessin : Francis
- 7 La Ford T en vadrouille, Dupuis, 1972
Scénario : Maurice Tillieux - Dessin : Francis
- 8 Ford T antipollution, Dupuis, 1973
Scénario : Maurice Tillieux - Dessin : Francis
- 9 La Ford T en vacances, Dupuis, 1974
Scénario : Maurice Tillieux - Dessin : Francis
- 10 Gags en Ford T, Dupuis, 1975
Scénario : Maurice Tillieux - Dessin : Francis
- 11 La Ford T énergique, Dupuis, 1977
Scénario : Maurice Tillieux - Dessin : Francis
- 12 Ford T fortissimo, Dupuis, 1978
Scénario : Maurice Tillieux - Dessin : Francis
- 13 La Ford T récalcitrante, Dupuis, 1979
Scénario : Maurice Tillieux - Dessin : Francis
- 14 La Ford T fait des bonds, Dupuis, 1980
Scénario : Maurice Tillieux - Dessin : Francis
- 15 Le Voisin porte-veine, Récréabull, 1986
Scénario : Lucien Froidebise - Dessin : Francis

#### Intégrales
Chez l'éditeur Le Coffre à BD, les intégrales regroupent chronologiquement toutes les aventures de Marc Lebut et son voisin publiées dans Spirou :
- 1 Intégrale 1 : 1966-1968, Le Coffre à BD, 12/2006
Scénario : Maurice Tillieux - Dessin : Francis
- 2 Intégrale 2 : 1968-1969, Le Coffre à BD, 06/2007
Scénario : Maurice Tillieux - Dessin : Francis
- 3 Intégrale 3 : 1969-1970, Le Coffre à BD, 04/2008
Scénario : Maurice Tillieux - Dessin : Francis
- 4 Intégrale 4 : 1970-1971, Le Coffre à BD, 11/2008
Scénario : Maurice Tillieux - Dessin : Francis
- 5 Intégrale 5 : 1971, Le Coffre à BD, 06/2009
Scénario : Maurice Tillieux - Dessin : Francis

### Revues

Titre de la série dans le journal Spirou.

La série est publiée pour la première fois dans le journal Spirou no 1452 du 10 février 1966 avec un récit de six pages. Dans l'année vont suivre cinq histoires. Ces six premières histoires ont pour thème les tentatives de Marc Lebut pour gagner une voiture avec l'aide de la Ford T de son voisin. La suite est publiée l'année suivante en quatre histoires de six pages sur un thème commun intitulé La trouvaille. Cinq autres histoires sont publiées dans Spirou cette même année dont, pour la première fois, des histoires du seul Francis. En mars 1968 commence la publication de la première grande histoire de la série, L’homme des vieux, en récit à suivre jusqu'en août de la même année. Pour l'occasion la série fait pour la première fois la couverture du journal. Pendant et après la publication de la grande histoire sont publiées quatre histoires de la série. Pour l'année 1969, la série est publiée quatorze fois sous forme d'histoire de deux, six ou douze planches. Pour la première fois la série est publiée sous forme de gag d'une planche, c'est Francis seul qui dessine et scénarise les gags. Il en parait douze pour cette année. En outre la série fait trois fois dans l'année la couverture de Spirou.
Pour l'année 1970, la série est publiée treize fois en histoire complète de deux, quatre ou six. Neuf fois sous forme de gag d'une planche et fait trois fois la couverture du journal. L'histoire de deux planches publiée dans le Spécial 33e anniversaire no 1682 du 9 juillet 1970 fait l'événement avec l'apparition de Gaston Lagaffe dessiné par André Franquin lui-même. L'histoire est appelée 2 gags dont un avec Gaston. L'année suivante elle est publiée quatorze fois sous forme d'histoire complète de format contenant deux, cinq, six ou huit planches, douze fois sous forme de gag d'une planche et fait six fois la couverture de l'hebdomadaire. En 1972, la série commence à connaître une baisse du rythme de parution importante, car le scénariste Maurice Tillieux est beaucoup occupé avec ses autres séries. Elle est publiée deux fois sous forme de gag et sept fois sous forme d'histoire complète de trois, six ou huit planches. Elle fait quand même six fois la couverture de Spirou. Le dernier récit de cette année est de Francis au dessin et de Bruno Jamin au scénario, ce dernier étant un ami du dessinateur qui travaille dans la distribution de films.
L'année 1973 voit la publication de sept histoires complètes de deux, six, huit ou dix planches, deux gags sur une planche et la série fait cinq fois la couverture du journal. Le déclin des parutions continue avec l'année 1974 où la série n'est publiée que quatre fois sous forme de d'histoire complète de deux, six ou dix planches et une fois seulement sous forme de gag d'une planche, en outre elle ne fait la couverture de Spirou que deux fois au cours de l'année. Le scénariste Maurice Tillieux étant débordé de travail, c'est le dessinateur Francis qui assure seul les récits publiés en ce début d'année. Il publie quatre histoires complètes de trois et six planches et un gag. Puis Tillieux reprend le scénario et quatre histoires complètes de deux, quatre, six et huit planches sont publiées au cours de l'année. La série fait trois fois la couverture de l'hebdomadaire au cours de l'année. En 1976, elle n'est publiée qu'une seule fois sous forme d'une histoire complète de cinq pages. L'année 1977 voit le retour de la série avec une histoire à suivre intitulée Ford T Fortissimo ! publié du no 2022 du 13 janvier 1977 au no 2030 du 10 mars 1977 pour l'occasion la série fait la couverture du no 2022 avec un dessin de Francis. Pour le reste de l'année, la série est publiée six fois sous forme d'histoires complètes de deux, cinq, six et sept planches, plus un gag en une planche. L'année 1978 voit disparaître le scénariste Maurice Tillieux, mort tragiquement dans un accident de voiture, le 2 février. Francis reprend seul la série et ce sont neuf gags qui paraissent et trois histoires complètes de deux et six planches. Deux histoires à suivre paraissent pour l'année 1979. La série continue son déclin et 1980 voit la parution d'une seule histoire complète de quatre planches et 1981 la parution d'une seule histoire complète de six planches sur scénario de Raymond Maric. La série fait son retour pour l'année 1982 avec une histoire complète de quarante-quatre planches intitulée Le Buste à Bedon dans le premier album hors-série du journal Spirou, la série fait aussi la couverture de cet album. Puis la série fait son retour dans l'hebdomadaire Spirou avec sept gags et une histoire de huit pages intitulée La Ford T fortunée qui est la dernière réalisée sur scénario de Maurice Tillieux. Elle fait aussi pour la dernière fois la couverture du journal lors du no 2329. Dernière publication de la série dans Spirou en 1983 avec deux gags dont le dernier paru dans le no 2335. En 2008, est republié, en hommage, un rédactionnel intitulé Le pire voisin du monde dans le no 3640.

### À l’étranger
La série est publiée à l'étranger dans différents pays d'Europe de l'Ouest. Pour l'occasion, la série est renommée Marc Lebut (and Mister Goular) au Royaume-Uni, Bram Jager en zijn buur en Flandre, Jupp Heister und Herr Jemine puis Marcus und Meister Müller en Allemagne et Pippo Scrocca e il Ragioner Candel en Italie.